# Tungkal IV Desa
Tungkal IV Desa is een bestuurslaag in het regentschap Tanjung Jabung Barat van de provincie Jambi, Indonesië. Tungkal IV Desa telt 953 inwoners (volkstelling 2010).